# Müller Weingarten
Die Müller Weingarten AG war ein Unternehmen mit Stammsitz im württembergischen Weingarten, das vor allem im Bereich Maschinenbau tätig war. Der Konzern hatte auch Produktionsstandorte in Erfurt und Dalian (China) und belieferte hauptsächlich die Automobilindustrie. Der Konzern gliederte sich in die sieben Geschäftsbereiche Mechanische Pressen, Hydraulische Pressen, Druckgießtechnik, Massivumformung, Kompaktpressen, Werkzeugbau und Service. Die Müller Weingarten AG vereinte als einziger Maschinen- und Anlagenhersteller weltweit die drei Kernkompetenzen für die Metallumformung vor allem im Automobilbau unter einem Dach.
Im Frühjahr 2007 wurde ihre Übernahme durch die Schuler AG aus Göppingen bekannt. Die Integration von Müller Weingarten und ihrer Tochtergesellschaften in den Schuler-Konzern begann noch im gleichen Jahr. Durch die Übernahme entstand der damals weltweit führende Anbieter von Umformtechnologie für die Metallverarbeitung mit einem Marktanteil von rund 35 Prozent.
Zum 1. Dezember 2007 übernahm die Oskar Frech GmbH + Co. KG (Schorndorf) den Bereich Druckgießtechnik der Müller Weingarten AG.
Zum Jahresbeginn 2008 wurde das operative Geschäft weiterer Tochtergesellschaften von Schuler und Müller Weingarten im Ausland zusammengelegt sowie die Müller Weingarten Werkzeuge GmbH in die Schuler Cartec GmbH verschmolzen.
Am 26. Januar 2011 gab die Schuler-Geschäftsleitung bekannt, dass die Müller Weingarten AG mit anderen Teilbereichen des Schuler-Konzerns fusionieren werde. Daraus resultierte die Schuler Pressen GmbH, die komplett in die Schuler AG integriert ist. Zugleich markierte dies das Ende der Müller Weingarten AG und des weltweit bekannten Markennamens des Unternehmens.

## Kennzahlen
Der Konzern erzielte im Geschäftsjahr 2006 einen Umsatz von 336,6 Millionen Euro und beschäftigte am Jahresende weltweit 2.307 Mitarbeiter. Er verfügte zu diesem Zeitpunkt über ein Eigenkapital von 72,607 Millionen Euro. Die Müller Weingarten AG war am Amtlichen Markt der Börsen in Stuttgart und München notiert (ISIN DE0006579006).

## Geschichte

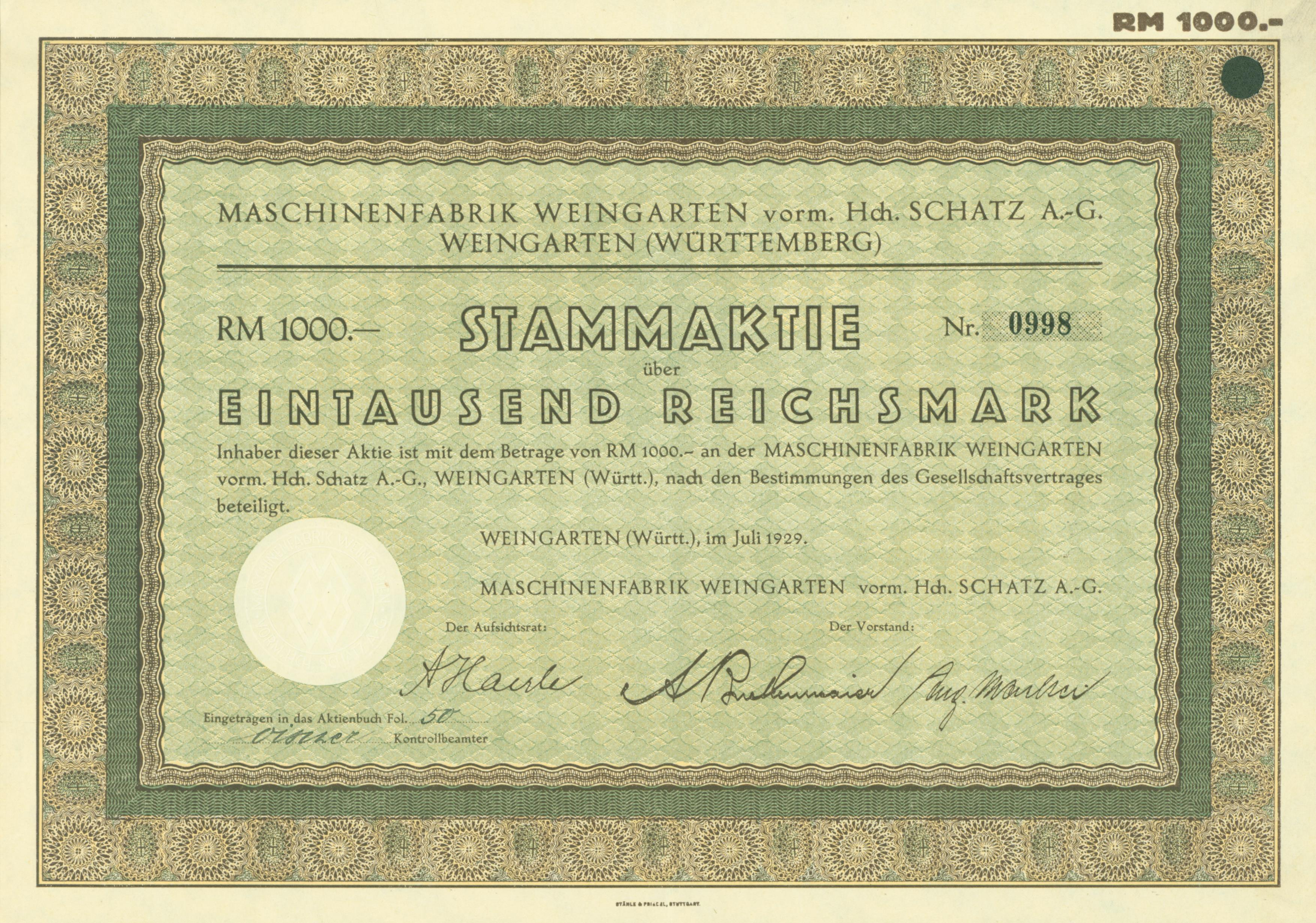
Aktie über 1000 RM der Maschinenfabrik Weingarten vorm. Hch. Schatz AG vom Juli 1929

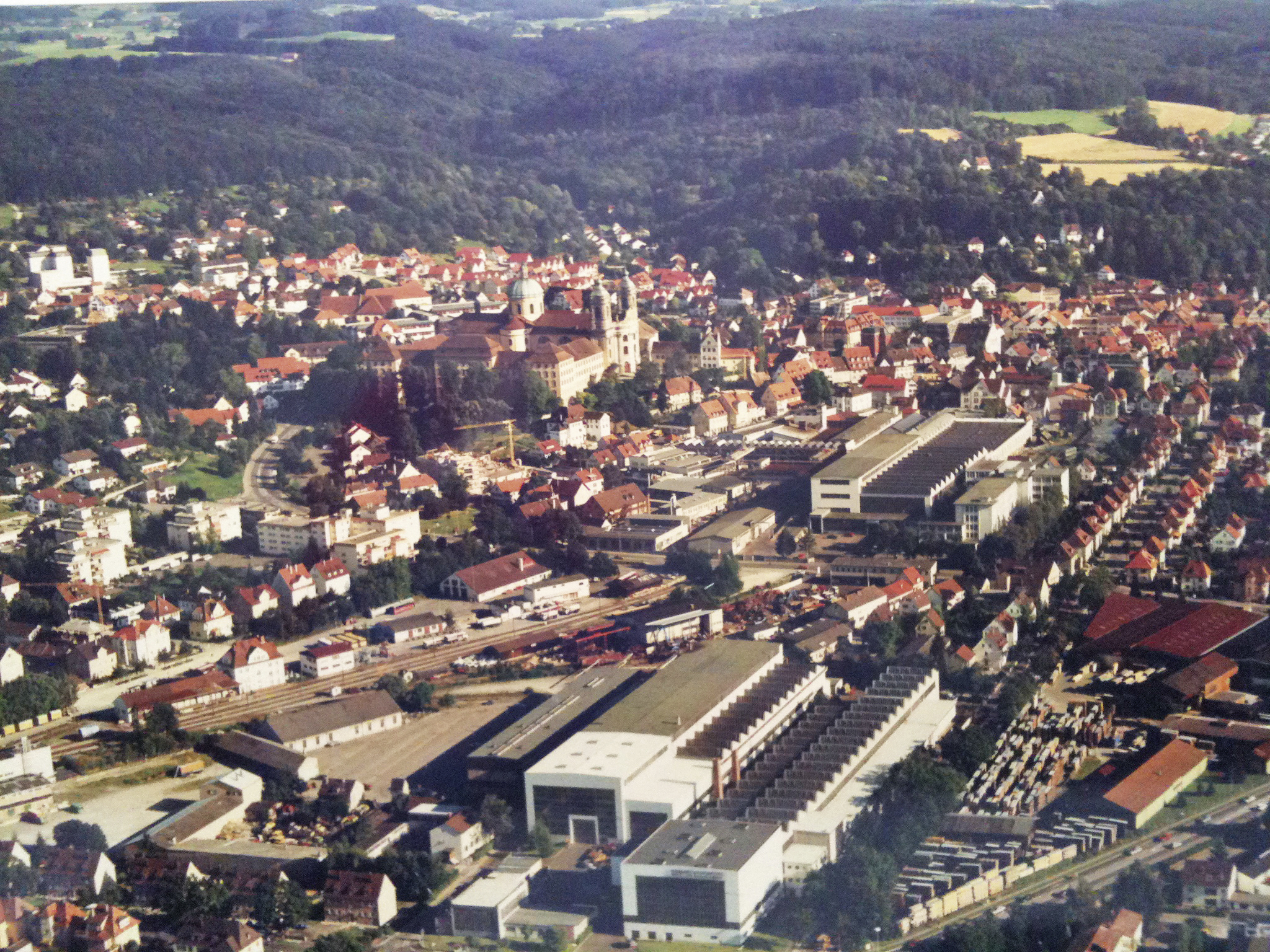
Werksgelände von Müller Weingarten (um 1990)

Im Jahr 1866 baute Johannes Michael Schatz in Weingarten eine Werkstatt. Diese übernahm sein Sohn Heinrich, als der Vater noch im gleichen Jahr starb. Heinrich Schatz gründete ein Unternehmen; zunächst wurden Kettenstichstickmaschinen hergestellt, ab 1872 stellte er die Produktion auf Blechbearbeitungsmaschinen um. Im Jahr 1898 erfolgte die Umwandlung in eine Aktiengesellschaft (Maschinenfabrik Weingarten vorm. Hch. Schatz AG). 1925 wurde mit dem Bau von mechanischen Großpressen für die Automobilindustrie begonnen. Nach der Demontage des Werks 1945 durch die Engländer und Amerikaner erfolgte 1958 der Wiederaufbau. Stanzautomaten und Großpressen für die Autoindustrie waren die Haupterzeugnisse nach dem Zweiten Weltkrieg.
Bereits 1863 hatte Fritz Müller in Esslingen am Neckar eine Schlosserei gegründet. Ab 1870 wurden die ersten Ölpressen und ab 1880 hydraulische Ziehpressen gefertigt.
1981/82 entstand die Maschinenfabrik Müller Weingarten AG durch Zusammenschluss der beiden Unternehmen Maschinenfabrik Weingarten AG aus Weingarten und Müller Pressen- und Maschinenfabrik GmbH aus Esslingen. Das Unternehmen hatte 1982 rund 2500 Mitarbeiter. Mit der Gründung einer Tochtergesellschaft in den USA im Jahr 1988 begann die Internationalisierung des Konzerns. Ab 1994 firmierte dieser unter dem neuen Namen Müller Weingarten AG. Im Jahr 2000 hatte das Unternehmen im Schnitt 1924 Mitarbeiter, von denen 1826 in Deutschland beschäftigt waren; 2006 waren es 2307 Mitarbeiter.
Die Übernahme der Beutler Nova AG, ein Pressenhersteller aus dem schweizerischen Gettnau, und der BÊCHÉ & Grohs GmbH, ein Schmiedemaschinenhersteller aus Hückeswagen, erfolgte 1999. Im Jahr 2001 übernahm die Müller Weingarten AG die Umformtechnik Erfurt GmbH, deren Geschichte auf ein 1902 durch Henry Pels gegründetes Unternehmen zurückreicht. Dort wurden zu Beginn handbetriebene Scheren und Lochstanzen, ab 1954 Großpressen hergestellt.
Ab November 2019 wurden die Gebäudeteile der Fertigung, der Montage, der Wärmebehandlung und auch der Lehrwerkstatt abgerissen. Das Gebäude, welches Wareneingang und Kantine beherbergt, bleibt befristet erhalten. Die Gebäude, in welchen Engineering und Vertrieb für die Geschäftsbereiche Forging und Stamping & Cutting beheimatet sind, bleiben bestehen.
Für das Gelände, das von der österreichischen i+R Gruppe erworben wurde, ist eine gemischte Nutzung (Wohnen, Einzelhandel, Büros, Dienstleistungen und Gastronomie) geplant. In einem von der Stadt Weingarten ausgerufenem Wettbewerb erhielt das Areal den Namen „Martinshöfe“.
Im September 2024 gab die Schuler AG bekannt den verbliebenen Standort in Weingarten bis Ende 2025 vollständig zu schließen und die Arbeitsplätze an die Standorte in Göppingen und Erfurt verlagern zu wollen.